# Those Who Pay
Those Who Pay è un film muto del 1917 diretto da Raymond B. West.

## Produzione
Il film fu prodotto dalla Thomas H. Ince Productions.

## Distribuzione
Distribuito dalla U.S. Exhibitors' Booking Corp., il film uscì nelle sale cinematografiche degli Stati Uniti nel dicembre 1917.
Non si conoscono copie ancora esistenti della pellicola che viene considerata presumibilmente perduta.